# Rascha Peper
Rascha Peper (pseudoniem van Jenneke Strijland, Driebergen-Rijsenburg, 1 januari 1949 – Amsterdam, 16 maart 2013) was een Nederlands schrijfster.

## Biografie
Strijland studeerde Nederlandse taal- en letterkunde in Amsterdam. Na haar studie werkte ze enige tijd als lerares. Ze verhuisde in 1983 vanwege het werk van haar partner (als diplomaat bij de Verenigde Naties) naar Wenen, waar ze vier jaar gewoond hebben. Daar begon ze met schrijven. In 1990 debuteerde ze met de verhalenbundel De waterdame. Haar eerste roman, Oesters, verscheen in 1991. De roman Rico's vleugels werd in 1994 genomineerd voor de AKO Literatuurprijs. In 1996 won ze de Multatuliprijs voor Russisch blauw. In het najaar van 1999 verhuisde ze met haar partner naar New York. Haar roman Vingers van marsepein (2008) gaat over Frederik Ruysch (1638-1731). Ze schreef regelmatig columns in het NRC Handelsblad. In 2010 stapte ze over van uitgeverij Nieuw Amsterdam naar Querido.
In veel van haar verhalen en boeken is de hoofdpersoon een man van middelbare leeftijd. In haar eerste roman, Oesters, heeft ze autobiografische elementen gebruikt.
Enkele van haar boeken zijn in het Duits vertaald. De vertaling van Russisch blauw verscheen in 1997 onder de titel Russisch Blau. Van Oesters verscheen in 2002 een vertaling onder de titel Das Mädchen, das vom Himmel fiel; van Wie scheep gaat verscheen in 2006 een vertaling onder de titel Visions of Hanna.
Strijland verzon haar pseudoniem toen ze een manuscript wilde opsturen naar een uitgeverij waarvan haar buurman de directeur was. Als het manuscript afgekeurd werd, zou het minder gênant zijn om hem tegen te komen.
In oktober 2012 zei ze in een interview in NRC Handelsblad aan een ongeneeslijke vorm van alvleesklierkanker te lijden. Ze vreesde de roman waar ze aan werkte niet meer af te krijgen en overwoog deze te laten afronden door een andere schrijver. Ze is er toch in geslaagd het boek op haar ziekbed af te maken. Handel in Veren verscheen in juni 2013.

## Citaten
De essentie van schrijven is schrijven tegen de dood. Je schrijft om te blijven bestaan. Kennelijk gaat daar voor mij een therapeutische werking van uit, want sinds ik schrijf ben ik een stuk vrolijker.— Marie Claire, november 1996
Ik wil helemaal niet vernieuwend zijn.— NRC Handelsblad, 24 september 1999
Als ik een boekhandel binnenkom, word ik er depressief van. Wat heb ik hier nou aan toe te voegen?— De Groene Amsterdammer, 24 mei 1995